# الشعلة (فلم هندي)
الشعلة (بالهندية: शोले) (بالإنجليزية: Sholay) هو فيلم أكشن هندي من إخراج راميش سيبي. ويعتبر الفيلم من أقوى الإنتاجات في تاريخ صناعة الأفلام الهندية. تم إصدار الفيلم في 15 أغسطس 1975، من بطولة دارمندرا ديول، سانجيف كومار، هيما ماليني، أميتاب باتشان، جايا بهادوري، أمجد خان. تم تصوير الفيلم في منطقة ذات تضاريس صخرية تعرف بـ رامانجارا في كارناتاكا بالهند،، وتحول هذا المكان الي مزار سياحي علي ذكرى الفيلم. تدور احداث الفيلم عن اثنين من اللصوص المعدومي الحال، تم استئجارهم للإيقاع بالطاغية الظالم جبار سينغ.
في عام 2005 وضعت إنديا تايمز الفيلم ضمن قائمة «25 فيلما يجب مشاهدته في بوليوود»، في نفس السنة القضاة في مهرجان فيلمفير في دورته الخمسون أعطوا الفيلم جائزة أفضل فيلم في 50 سنة، وتصدر الفيلم استطلاع لمعهد الفيلم البريطاني ل«أفضل عشرة أفلام هندية» في كل العصور. وسيتم إعادة إصدار الفيلم بتقنية التصوير الثلاثي الأبعاد (3D).

## عنوان الفيلم
عنوان الفيلم بالإنجليزية Sholay وبالهندية "शोले" وهي لا تحمل المعني الحرفي لكلمة «الشعلة» بالعربية، لكنها تعني الجمر أو الرماد الذي لم ينطفئ، أو بمعنى آخر هي كناية عن الثأر البائت. وهذا مايدور عنه أحداث الفيلم.

## أحداث الفيلم
الفيلم يتحدث عن قرية رامبور كمثال للمجتمعات الهندية الريفية النائية، فقد قام الشقي جبار سينغ بفرض الأتاوة على فقراء القرية، كما أنه نكّل بالمفتش ثاكور بقطع ذراعيه وقتل كافة أفراد أسرته، عقد المفتش ثاكور صفقة مع اثنان من اللصوص الاشقياء -جاي وفيرو-، بموجبها يقومان بمواجهة الشقي جبار سينغ مقابل عشرون ألف روبية بالإضافة الي المكافئة التي أعلنت عنها الشرطة للقبض علي جبار. ولما يعلم الصديقان بالسبب الحقيقي الذي دفع ثاكور للانتقام من جبار، يرفض الصديقان قبول المبلغ من ثاكور، ويخبرونه أنهم سوف يؤدون المهمة لأنهم شجعان وليس لأجل المال. يعيش الشقيين في البلدة الصغيرة، حياة بسيطة، بريئة، لم يألفاها من قبل، يتعرف الاثنان الي فتاتان، أحدهما تعمل علي عربة يجرها حصان واسمها بسنتي، والأخرى هي كنة ثاكور التي مات زوجها علي يد جبار.
يدخلان في صدام مع الشقي جبار وفي معركة دامية يقع جاي وفيرو في الأسر. ويأمر جبار بسنتي بأن ترقص كي لا يقتل حبيبها المقيد بالسلاسل، ترقص وهي تغالب الإجهاد، فيطلب جبار القاسي من مساعده «أروساما» بأن يلقي قناني الخمر تحت أقدامها ليعجزها عن الرقص، فترقص بعد كل ذلك والدم يسيل من قدميها.
يستطيع الصديقان الفرار من القيود، ولكن قمة الوفاء تتجلى عندما يقترع الصديقان (كعادتهما) على أيهما يذهب لطلب النجدة أو البقاء في خندق المقاومة لمواجهة جبار وعصابته، يستخدم جاي قطعة نقود مغشوشة حتى يفدي صديقه فيرو عندما يلقون القرعة. ولكن عندما يعود فيرو يجد صديقه في النزع الأخير فيجن جنونه وتشتعل في قلبه نار الأخذ بالثأر.

## نهاية الفيلم
يوجد نسختين من الفيلم لكل منهما نهاية مختلفة.. في النسخة الأصلية ظهر المفتش ثاكور وهو يقوم بالانتقام من جبار سينغ عن طريق الدوس على ذراعيه عن طريق حذاء مملوء بالمسامير خصصه لمثل هذا اليوم، هذا المشهد أحدث ضجة في الأوساط الحكومية، لأنه أظهر رجل الشرطة هو يأخذ القانون بيديه، ويثأر لنفسه (وهذا ما لم ترض عنه الرقابة الهندية لأنه يومئ للمشاهدين بالثأر لأنفسهم وعدم الاعتماد على القانون ليتخذ مجرى العدالة)، فنتج عن ذلك نسخة أخرى بنهاية مختلفة يظهر فيها المفتش ثاكور وهو يقوم بالقبض على المجرم جبار ويسلمه لأيدي القانون.

## مقتطفات من الفيلم
بسنتي: أما هو اسمك؟ فيرو.... أنت لم تسألني عن اسمي أليس كذلك؟
فيرو: ما هو اسمك يا باسنتي؟
بسنتي: أخرس أنت تتكلم كثيرا!
السجان: أنا كنت سجان منذ أيام البريطان
جبار: عندما الأطفال الرُضَّع يَصْرخونَ بعيداً في الليالي...أمّهم تَطْلبُ مِنْهم النعاس خشية أن جبار سنج يَصِلُ!
جاي (محاولا التوسل لعمة بسنتي لقبول زواج فيرو منها): أنه من العار ان ادعوه مقامرا، أنه شخص كريم ومحترم. لكن عندما يشرب الكحول لا يري شيئا. فيجبرونه علي القمار ولهذا أصبح فيرو فقير؟
جبار لثاكور: زراعيك مليئين بالقوة ؟أليس كذلك؟
جبار: أنت لن تستطيع أن تقاتلني تاكور وقد قطعت زراعيك؟
ثاكور: الرجل يَستعملُ أقدامَه، وليست يديه لسَحْق الأفعى، يا جبار

## روابط خارجية
- مقالات تستعمل روابط فنية بلا صلة مع ويكي بيانات